# Pandolfo Fancelli
Pandolfo Fancelli (1490 – Pisa, luglio 1526) è stato uno scultore italiano.

## Biografia

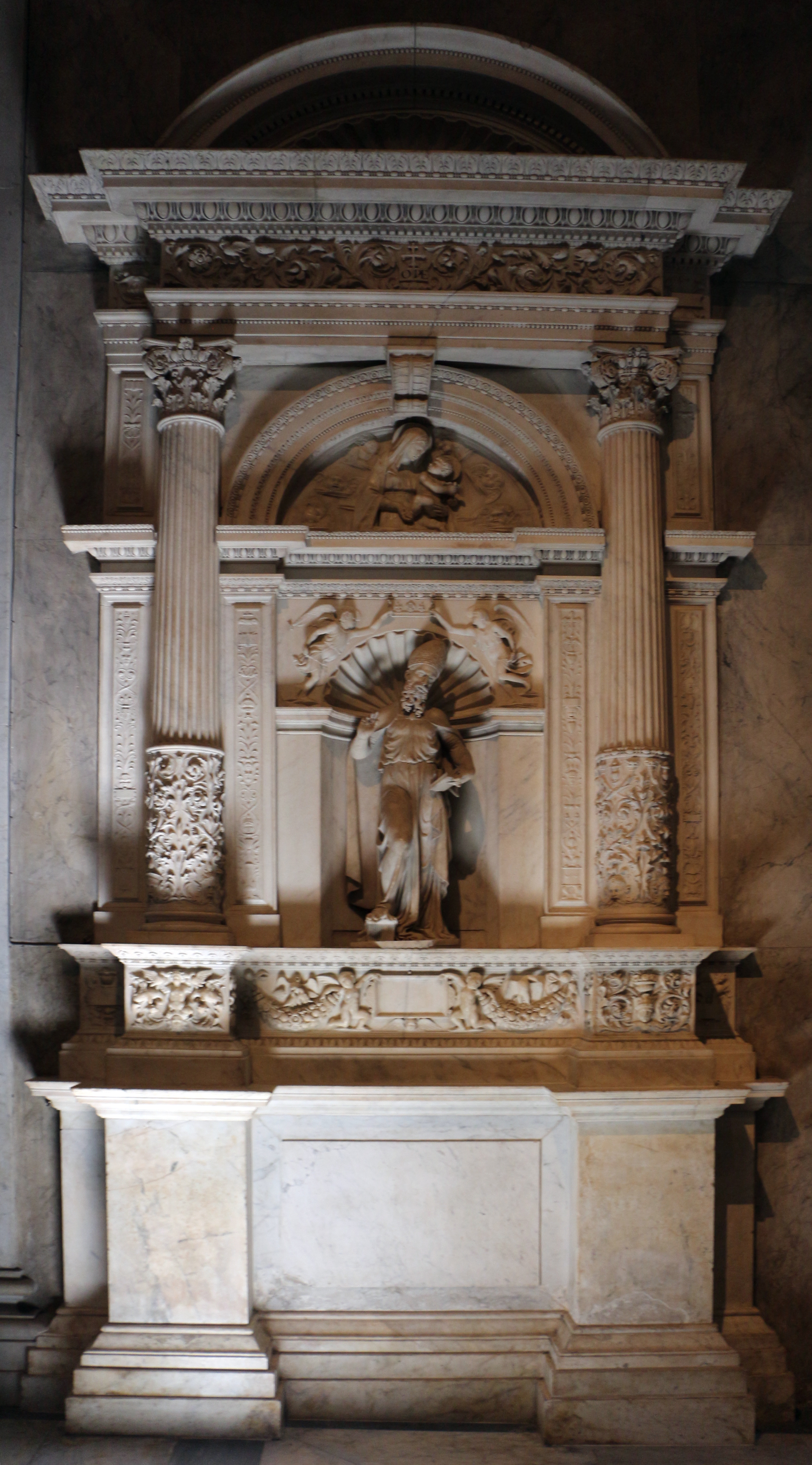
Altare di San Biagio nel Duomo di Pisa

Pandolfo era figlio dello scalpellino settignanese Bernardo, dal quale apprese i rudimenti del mestiere.
Pochi anni dopo la morte del padre (1508), segue in Spagna il cugino Domenico Fancelli con il quale a Granada collabora ai rilievi della tomba di Ferdinando d’Aragona e di Isabella di Castiglia. 

Domenico, incaricato del sepolcro del cardinale Francisco Jiménez de Cisneros nel Colegio de San Ildefonso di Alcalá de Henares, muore nel 1519 e Pandolfo collabora con lo scultore Bartolomé Ordóñez per completamento del progetto e lo segue a Carrara per l’acquisto dei marmi necessari.
Dal 1520 decide di rimanere definitivamente in Italia. Acquisisce subito un ruolo importante nell’ambiente artistico versiliese, collabora con lo scultore Stagio Stagi di Pietrasanta, si stabilisce a Pisa dove sposa Ginevra Benti, figlia dello scultore Donato.
Nel 1523 inizia l’esecuzione del capitello per il cero pasquale della cattedrale pisana; il capitello resterà interrotto alla morte dello scultore e sarà portato a termine dal suo amico Stagi.
Riceve incarico di altri capitelli e colonne. 
L’altare di San Biagio è la sua commessa più importante: secondo schemi architettonici quattrocenteschi, con due semicolonne su plinti che sostengono l'architrave e inquadrano la lunetta e la nicchia, rivela una qualità altissima nell'eleganza del disegno e nella raffinatezza degli elementi ornamentali. Purtroppo anche di quest’opera non vedrà il compimento, che verrà affidato al suo sodale Stagi e completato nel 1528.

## Morte
Nel 1526 Pisa è flagellata da una ricorrente epidemia di peste. In periculo pestis, Pandolfo fa testamento il 12 luglio 1526 lasciando una importante somma come dote alla figlia Caterina. Muore presumibilmente nello stesso mese di luglio.